# Shizuku
Pururun! Shizuku-chan (ぷるるんっ!しずくちゃん?) è un manga giapponese per bambini che esce nel 2003 guadagnando fama negli anni. È stato adattato anche in un anime di tre serie trasmesso su TV Tokyo dal 7 ottobre 2006.
La prima serie dell'anime è stata trasmessa in Italia da Italia 1 a partire dall'8 febbraio 2010 con il titolo Shizuku. È andata in onda dal lunedì al venerdì con 1 mini-episodio da 10 minuti, tuttavia si è interrotta all'episodio 46 per ragioni sconosciute. Dal 27 settembre 2010 è andata in replica anche sul canale del digitale terrestre Hiro. Gli ultimi 5 episodi sono stati trasmessi in prima TV su Hiro dal 12 al 16 novembre 2010.

## Trama
La serie ruota attorno al giovane Shizuku: un folletto della pioggia. Insieme ai suoi amici vive una serie di avventure nella foresta di Shizuku.

## Personaggi
- Shizuku (しずくちゃん?)
- Ally (うるおいちゃん?, Uruoi)
- Milky (みるみるちゃん?, Mirumiru)
- Runnie (はなたれ君?, Hanatare)
- Red (はなぢ君?, Hanaji)
- Sweaton (アセオ君?, Aseo)
- Teary (なみだ君?, Namida)
- Shampoo (シャンプー姉さん?) e Rinse (リンス姉さん?): le sorelle maggiori di Ally
- Dusty (どろろん?, Dororon)
- Midoriko (みどりこさん?): la sorella verde delle fate del tè
- Longlong (ロンロン?): la sorella marrone delle fate del tè
- Letty (レティ?): la sorella rossa delle fate del tè
- Archi (コロン君?, Colon)
- Mineo (ミネ夫君?)
- Honey (ハニーちゃん?)
- Dribble (ヨダレ君?, Yodare)
- Aroma (アロマさん?)
- Ponshu (ポンシュさん?)
- Monsieur-Vino (ヴィーノ氏?)
- Rosé (ロゼちゃん?)
- Madam-Blanche (マダム・ブランシュ?)
- Shelly (つむりん?, Tsumurin)
- Ametarou (雨太郎?): padre di Shizuku
- Rainy (レイニー?): madre di Shizuku
- Amechan (雨ちゃん?): sorellina di Shizuku

## Doppiaggio
| Personaggio | Doppiatore italiano |
| ----------- | ------------------- |
| Shizuku     | Renato Novara       |
| Shelly      | Luca Bottale        |
| Rainelly    | Patrizia Scianca    |
| Droppy      | Claudio Moneta      |
| Milky       | Sabrina Bonfitto    |
| Ally        | Daniela Fava        |

## Media
Pururun! Shizuku-Chan ha molti gadget in commercio, tra cui un CD chiamato Shizuku no Mori Kara Konnichiwa, commercializzato nel novembre 2006 ed un secondo, del 2007, chiamato Shizuku no Mori no Ongakukai Purun!. Ventiquattro DVD sono stati messi in commercio tra il marzo 2007 ed il gennaio 2008. Esistono tre videogiochi su Nintendo DS ispirati alle prime due serie animate, il primo Pururun! Shizuku-Chan Meiro no Mori no Doubutu Tachi uscì il 22 luglio 2007 mentre i restanti due Pururun! Shizuku-Chan Aha-* DS Drill Sansuu e Pururun! Shizuku-Chan Aha-* DS Drill Kokugo entrambi il 31 luglio 2008.

## Episodi

### Stagione 1
| Nº | Titolo italiano Giapponese 「Kanji」 - Rōmaji | In onda           | In onda                   |
| Nº | Titolo italiano Giapponese 「Kanji」 - Rōmaji | Giapponese        | Italiano                  |
| 1  | Benvenuto Shizuku 「しずくの森のしずくちゃん」 - Shizuku no mori no Shizuku-chanAlly innamorata 「ラブリーアイドル! うるおいちゃん」                                  | 7 ottobre 2006    | 8/9 febbraio 2010         |
| 2  | A casa di Dusty 「いたずらどろろん参上!」 - Itazura dororon sanjou!Milky, il tenero gigante 「ミルクの妖精みるみるちゃん」                                            | 14 ottobre 2006   | 10/11 febbraio 2010       |
| 3  | Red e Runnie 「はなぢ君とはなたれ君」 - Hanaji-kun to Hanatare-kunAl ladro! Al ladro! 「消えた! つむりんのカラ」                                                      | 21 ottobre 2006   | 12/15 febbraio 2010       |
| 4  | Alla palestra di Teary 「熱血! なみだ君」 - Nekketsu! Namida-kunIl primo giorno di scuola di Shizuku 「温泉大好き! 極楽先生」                                         | 28 ottobre 2006   | 16/17 febbraio 2010       |
| 5  | Le fate del te' 「カフェ・どろっぷの三人娘」 - Kafe doroppuno san nin musumeL’allenamento di Sweaton 「アセオ君のシェイプアップ大作戦!」                              | 4 novembre 2006   | 18/19 febbraio 2010       |
| 6  | Lo spettacolo teatrale 「お芝居は大変!」 - Oshibai wa taihen!Piacere di conoscerti, Mineo! 「はじめまして! ミネ夫君!」                                                | 11 novembre 2006  | 22/23 febbraio 2010       |
| 7  | Archi, un tipo pericoloso? 「キケンな男?! コロン君」 - Kiken na otoko?! Koron-kunIl segreto di mamma e papa' 「パパとママの秘密」                                     | 18 novembre 2006  | 24/25 febbraio 2010       |
| 8  | Rotolarsi nel fango! 「どろろんのどろんこ祭」 - Dororon no doronko saiLa più bella di tutte 「ビューティー姉妹! シャンプーとリンス」                                  | 25 novembre 2006  | 26 febbraio/1º marzo 2010 |
| 9  | Shizuku nei guai 「しずくちゃん! 大ピンチ」 - Shizuku-chan! Dai pinchiDribble e Milky 「ヨダレ君とみるみるちゃん」                                                    | 2 dicembre 2006   | 2/3 marzo 2010            |
| 10 | La gara di resistenza invernale 「真冬のガマン大会!」 - Mafuyu no gaman taikai!Divertimento sul ghiaccio 「ワクワク! アイススケート」                                 | 9 dicembre 2006   | 4/5 marzo 2010            |
| 11 | Natale nella foresta di Shizuku 「しずくの森のクリスマス（前編）」 - Shizuku no mori no Kurisumasu (zenpen)Il dono di Babbo Natale 「しずくの森のクリスマス（後編）」 | 16 dicembre 2006  | 8/9 marzo 2010            |
| 12 | Shelly innamorato 「こゆきちゃんとつむりん」 - Koyuki-chan to tsumurinLa corsa ad ostacoli 「ぽかぽか! アスレチック競走」                                             | 23 dicembre 2006  | 10/11 marzo 2010          |
| 13 | Gelida ghiacciola 「ツンツン! ツララさん」 - Tsun tsun! Tsurara-sanDolce di primavera 「カフェ・どろっぷの新メニュー」                                                | 6 gennaio 2007    | 12/15 marzo 2010          |
| 14 | Honey, la fatina del miele 「はちみつの妖精ハニーちゃん」 - Hachimitsu no yousei Hanii-chanLe caramelle mou al latte 「しずくの森のおもちつき」                       | 13 gennaio 2007   | 16/17 marzo 2010          |
| 15 | Il misterioso pescacuore dei tre giorni 「不思議な木の実ミッカモモリン」 - Fushigi na konomi mikkamomorinMineo e Archi in competizione 「対決! ミネ夫君とコロン君」   | 20 gennaio 2007   | 18/19 marzo 2010          |
| 16 | Caccia al tesoro nella foresta di Shizuku 「しずくの森の宝探し」 - Shizuku no mori no takarasagashiL’uccello ferito 「どろろんと渡り鳥」                              | 27 gennaio 2007   | 22/23 marzo 2010          |
| 17 | Gli orchi e i fagioli magici 「しずくの森の節分」 - Shizuku no mori no setsubunCollin, l'americano 「コーラの妖精コーリー君」                                         | 3 febbraio 2007   | 24/25 marzo 2010          |
| 18 | La samba dell'amore 「サンバ! ババンバ! 恋シテミーナ!」 - Sanba! Babanba! Koi shitemiina!Il nuovo insegnante di ginnastica 「熱血!? 軟弱!? アミ野先生」               | 10 febbraio 2007  | 26/29 marzo 2010          |
| 19 | La scomparsa di Ally 「うるおいちゃん行方不明」 - Uruoi-chan yukue fumeiDue creature sconosciute 「暗闇でドッキリ!?」                                                 | 17 febbraio 2007  | 30/31 marzo 2010          |
| 20 | Il ristorante di Ronfo-chan 「パイチューさんのおいしいちゅうか」 - Paichuu-san no oishi ichuukaLe lacrime di Shelly 「泣かないで! つむりん」                          | 24 febbraio 2007  | 1º aprile 2010            |
| 21 | La festa delle donne 「ひな祭りパーティに潜入だ!」 - Hinamatsuri paati ni sennyuu da!La principessa Stella 「星の妖精ステラ姫」                                       | 3 marzo 2007      | 2 aprile 2010             |
| 22 | Le fatine delle caramelle 「キャンディーの妖精あらわるっ!」 - Kyandii no yousei arawaru!!Il professor Pennello 「ペンキ先生の芸術は自由だ!」                          | 10 marzo 2007     | 5/6 aprile 2010           |
| 23 | La gita scolastica 「遠足は腹ペコだ!」 - Ensoku wa harapeko da!La visita di Paludello 「ヌマオ君がやってきた!」                                                       | 17 marzo 2007     | 7/8 aprile 2010           |
| 24 | Picnic fra i ciliegi in fiore 「お花見のアイドル! うるおいちゃん」 - Ohanami no aidoru! Uruoi-chanL’erba del vicino non è sempre più verde 「どろろんのあこがれ!?」   | 24 marzo 2007     | 9/12 aprile 2010          |
| 25 | Il pesce d'Aprile 「ハッピーウソウソデー」 - Happii usouso deeL’ira di Honey 「天使で悪魔なハニーちゃん」                                                             | 31 marzo 2007     | 13/14 aprile 2010         |
| 26 | Il principe innamorato 「なみだ君! 王子様になる」 - Namida-kun! Ouji-sama ni naruL’incantesimo Namastè 「チャイタ王子とチャイーラ姫」                                 | 7 aprile 2007     | 15/16 aprile 2010         |
| 27 | Lezioni di musica 「メイプル・シロップ先生の音楽レッスン」 - Meipuru shiroppu sensei no ongaku ressunPranzi e allestimenti 「アセオ君のスキャンダル」                 | 14 aprile 2007    | 19/20 aprile 2010         |
| 28 | Mielino il frignone 「はちみつ坊やとはちみつ婆や」 - Hachimitsu bouya to hachimitsu baba yaI nuovi comici 「しずくの森のお笑いコンビ」                                | 21 aprile 2007    | 21/22 aprile 2010         |
| 29 | Terry, il giornalista 「スクープをねらえ! なみだ君」 - Sukuupu wo nerae! Namida-kunLa cerimonia del te'! 「抹茶の妖精 まちゃまろ」                                    | 28 aprile 2007    | 23/26 aprile 2010         |
| 30 | La giornata dei maschi 「青空に泳げ! こいのぼり」 - Aozora ni oyoge! Koi noboriCambiamenti al caffè Goccia 「新装開店! カフェ・どろっぷ」                             | 5 maggio 2007     | 27/28 aprile 2010         |
| 31 | Il regalo per la festa della mamma 「ママの日のプレゼント」 - Mama no hi no purezentoIl concerto di Ponshu 「ポンシュさんの演歌の花道」                               | 12 maggio 2007    | 29/30 aprile 2010         |
| 32 | Gita alla piramide 「わくわく! 修学旅行（前編）」 - Waku waku! Shuugakuryokou (zenpen)Luna di miele 「わくわく! 修学旅行（後編）」                                    | 19 maggio 2007    | 3/4 maggio 2010           |
| 33 | L'amigo Vagabondos 「流れ者アミーゴ・ハナゲデス参上!」 - Nagare sha amiigo Hanagedesu sanjou!Guerra all'ultimo profumo 「香り対決! コロン君とアロマさん」             | 26 maggio 2007    | 5/6 maggio 2010           |
| 34 | Le bamboline scaccia-pioggia 「てるてる坊主としずくちゃん」 - Teruteru bouzu to Shizuku-chanTerry ha perso le lacrime 「泣けない!? なみだ君」                         | 2 giugno 2007     | 7/10 maggio 2010          |
| 35 | La chiromante dispettosa 「いたずら占い師 水晶さん」 - Itazura uranaishi suishou-sanLa visita di Arisai 「あじさいさんとつむりん」                                    | 9 giugno 2007     | 11/12 maggio 2010         |
| 36 | Il fiore dell'arcobaleno 「幻の花をさがせ!」 - Maboroshi no hana wo sagase!La malattia di Dribble 「がんばれ! ヨダレ君」                                              | 16 giugno 2007    | 13/14 maggio 2010         |
| 37 | La promessa sposa di Dusty 「どろろんのお嫁さん!?」 - Dororon no oyomesan!?Shelly torna a casa 「つむりん故郷に帰る」                                                 | 23 giugno 2007    | 17/18 maggio 2010         |
| 38 | La mascotte di Milky 「みるみるちゃんの大仕事!」 - Mirumiru-chan no dai shigoto!Boing boing! 「ふわふわポヨヨン」                                                     | 30 giugno 2007    | 19/20 maggio 2010         |
| 39 | Scrivi un desiderio per Tanabata 「星に願いを!（前編）」 - Hoshi ni negai wo!（Zenpen)I desideri della festa della pioggia 「星に願いを!（後編）」                    | 7 luglio 2007     | 21/24 maggio 2010         |
| 40 | Lucciola, la fata della luce 「光の妖精 ホタルちゃん」 - Hikari no yousei Hotaru-chanShizuku lascia la foresta? 「さようなら!? しずくちゃん」                         | 14 luglio 2007    | 25/26 maggio 2010         |
| 41 | Il mistero di Shelly 「きみをおもうきもち（前編）」 - Kimi wo omou kimochi (zenpen)L’addestramento di Shelly 「きみをおもうきもち（後編）」                           | 21 luglio 2007    | 27/28 maggio 2010         |
| 42 | Viaggio verso il mare 「海水の妖精 マリンちゃん」 - Kaisui no yousei Marin-chanAiuto, Shizuku si è rimpicciolito 「しずくちゃん! またまた大ピンチ」                   | 28 luglio 2007    | 31 maggio/1º giugno 2010  |
| 43 | L’avventura con i pirati 「海賊! キャプテン・ドロッチ」 - Kaizoku! Kyaputen dorocchiI pesci rossi 「金魚すくいの金魚をすくえ!」                                       | 4 agosto 2007     | 2/3 giugno 2010           |
| 44 | La grande festa nella foresta di Shizuku 「祭りだワッショイ! 盆踊り」 - Matsuri da wasshoi! BonodoriIl fantasma misterioso 「七色の泉に花が咲く」                     | 11 agosto 2007    | 4/7 giugno 2010           |
| 45 | Storie di fantasmi 「レティのとっても怖い話」 - Reti no tottemo kowai hanashiIl giovane fantasma 「ユーレイ君とはなぢ君」                                             | 18 agosto 2007    | 8/9 giugno 2010           |
| 46 | Avventura sull'isola Ciambella 「ドーナツ島の大冒険!（前編）」 - Dounatsu tou no dai bouken!（Zenpen)L’isola Ciambella 「ドーナツ島の大冒険!（後編）」                | 25 agosto 2007    | 10/11 giugno 2010         |
| 47 | La sfida dell'amore 「愛の決闘! ガソリンダとなみだ君」 - Ai no kettou! Gasorinda Tonamida-kunRinsy è innamorata 「シャンリン姉妹の恋の季節♪」                         | 1º settembre 2007 | 12 novembre 2010          |
| 48 | Il mostro scaccia-pioggia 「妖怪テルテルボーズ出現!（前編）」 - Youkai Teruterubouzu shutsugen!（Zenpen)Pioggia e siccità 「妖怪テルテルボーズ出現!（後編）」         | 8 settembre 2007  | 13 novembre 2010          |
| 49 | La pianta gigante 「ブラッディー先生の秘密!?」 - Buraddii sensei no himitsu!?Notte di luna piena 「しずくの森のお月見」                                               | 15 settembre 2007 | 14 novembre 2010          |
| 50 | Runnie, l'esperto di mode 「はなたれ君は流行最先端!?」 - Hanatare-kun wa ryuukou saisentan!?La scomparsa di Shizuku 「どこにいるんだ? しずくちゃん」                  | 22 settembre 2007 | 15 novembre 2010          |
| 51 | Non andartene, Shizuku! 「行かないで! しずくちゃん（前編）」 - Ikanai de! Shizuku-chan (zenpen)La partenza di Shizuku 「行かないで! しずくちゃん（後編）」            | 29 settembre 2007 | 16 novembre 2010          |

### Stagione 2
| Nº | Giapponese 「Kanji」 - Rōmaji | In onda           | In onda |
| Nº | Giapponese 「Kanji」 - Rōmaji | Giapponese        |         |
| 1  | 「しずくの森へいらっしゃい！」 - Shizuku no mori e irasshai!「ようこそ！ヴィーノ・ファミリー」 - Youkoso! Viino famirii                                                | 7 ottobre 2007    |         |
| 2  | 「うるおいちゃんのアイドルへの道」 - Uruoi-chan no aidoru e no michi「みるみるちゃんと牧場のお友達」 - Mirumiru-chan to bokujou no otomodachi                          | 14 ottobre 2007   |         |
| 3  | 「ぐるぐる！ぐるん」 - Guruguru! Gurun「僕ちゃまトリーノざんす」 - Boku-chama torii no zansu                                                                           | 21 ottobre 2007   |         |
| 4  | 「コロン君のキョーレツコロン！？」 - Koron-kun no kyouretsukoron!?「猛特訓！はなぢ君とはなたれ君」 - Mou tokkun! Hanaji-kun to Hanatare-kun                            | 28 ottobre 2007   |         |
| 5  | 「ロゼちゃんの王子様を探して」 - Roze-chan no ouji-sama wo sagashite「アセオ君とヨダレ君のお食事会」 - Aseo-kun to yodare-kun no oshokujikai                           | 4 novembre 2007   |         |
| 6  | 「怪奇！透明人間あらわるっ！」 - Kaiki! Toumei ningen arawaru!!「ママをさがせ大作戦！」 - Mama wo sagase dai sakusen!                                                  | 11 novembre 2007  |         |
| 7  | 「料理は愛！サラ田オイル先生」 - Ryouri wa ai! Sara ta Oiru sensei「さわやかサンサン！？なみだ君」 - Sawayaka sansan!? Namida-kun                                      | 18 novembre 2007  |         |
| 8  | 「はなぢ悟空の大冒険！」 - Hanaji satoru sora no dai bouken!「早口しゃべくりんを倒せ！」 - Hayakuchi shabekuri no taose!                                               | 25 novembre 2007  |         |
| 9  | 「しずくの森に保育園ができた！」 - Shizuku no mori ni hoikuen ga dekita!「ミネ夫君に聞いてみよう！」 - Mine fukun ni kiite miyou!                                      | 2 dicembre 2007   |         |
| 10 | 「しずくの森のヒーローたち」 - Shizuku no mori no hiirou-tachi「対決！まちゃまろとカカオ君」 - Taiketsu! Macha maro to Kakao-kun                                       | 9 dicembre 2007   |         |
| 11 | 「ヌマオ君とハニーちゃん」 - Numao-kun to Hanii-chan「はなたれ君のスパイ大作戦」 - Hanatare-kun no supai dai sakusen                                                   | 16 dicembre 2007  |         |
| 12 | 「サンタさんをさがせ！（前編）」 - Santa-san wo sagase!（Zenpen)「サンタさんをさがせ！（後編）」 - Santa-san wo sagase!（Kouhen)                                       | 23 dicembre 2007  |         |
| 13 | 「おもちになったポヨヨン」 - Omochi ni natta poyoyon「恋のキューピット！？あじさいさん」 - Koi no kyuupitto!? Ajisai-san                                               | 6 gennaio 2008    |         |
| 14 | 「しずく太郎の鬼退治」 - Shizuku tarou no oni taiji「がんばれ！ポンシュさん」 - Ganbare! Ponshuu-san                                                                   | 13 gennaio 2008   |         |
| 15 | 「帰ってきたアミーゴ・ハナゲデス（前編）」 - Kaette kita amiigo hanagedesu (zenpen)「帰ってきたアミーゴ・ハナゲデス（後編）」 - Kaette kita amiigo hanagedesu (kouhen) | 20 gennaio 2008   |         |
| 16 | 「ツララさんとうららちゃん」 - Tsurara-san to Urara-chan「つむりんの冬の恋物語」 - Tsumurin no fuyu no koi monogatari                                                  | 27 gennaio 2008   |         |
| 17 | 「こんな鬼でごめんなさい！？」 - Konna oni de gomen nasai!?「デートリレーだ！うるおいちゃん」 - Deetoriree da! Uruoi-chan                                              | 3 febbraio 2008   |         |
| 18 | 「お菓子な家にご用心！」 - Okashi na ie ni goyoujin!「はみがき侍ハミハミ参上！」 - Hamigaki samurai hamihami sanjou!                                                   | 10 febbraio 2008  |         |
| 19 | 「ブラッディー先生は吸血鬼！？」 - Buraddii sensei wa kyuuketsuki!?「どろろんのバラバラロボット」 - Dororon no barabara robotto                                        | 17 febbraio 2008  |         |
| 20 | 「燃えよ！アセオ君」 - Moeyo! Aseo-kun「あたしが一番！うるおい姫」 - Atashi ga ichiban! Uruoi hime                                                                     | 24 febbraio 2008  |         |
| 21 | 「恋する赤ちゃんたち」 - Koisuru akachan-tachi「おらマグマンだべ」 - Ora maguman da be                                                                                 | 2 marzo 2008      |         |
| 22 | 「マダム・ブランシュの学校改造計画」 - Madamu Buranshu no gakkou kaizou keikaku「アロマさんとつゆこ先生」 - Aroma-san to tsuyuko sensei                                | 9 marzo 2008      |         |
| 23 | 「どろろんの新発明！？」 - Dororon no shin hatsumei!?「なかよし！？つむりんとトリーノ」 - Nakayoshi!? Tsumurin to Toriino                                              | 16 marzo 2008     |         |
| 24 | 「ロゼちゃんの初めてのお花見」 - Roze-chan no hajimete no ohanami「アメリちゃん、しずくの森へ」 - Ameri-chan, Shizuku no mori e                                        | 23 marzo 2008     |         |
| 25 | 「ハチャメチャ！ハニーずきんちゃん」 - Hachamecha! Haniizukin-chan「ミネ夫君のウソウソ大作戦」 - Mine fukun no uso uso dai sakusen                                     | 30 marzo 2008     |         |
| 26 | 「うるおいちゃんのアイドル修行」 - Uruoi-chan no aidoru shugyou「チャイタ王子の不思議なつぼ」 - Chaita ouji no fushigi na tsubo                                        | 6 aprile 2008     |         |
| 27 | 「しずくの森の家庭訪問」 - Shizuku no mori no katei houmon「キャプテンみるみるちゃんの大冒険！」 - Kyaputen mirumiru-chan no dai bouken!                               | 13 aprile 2008    |         |
| 28 | 「春は眠いよ！シャンリン姉妹」 - Haru wa nemui yo! Shanrin shimai「忘れないで、うるおいちゃん！」 - Wasurenai de, Uruoi-chan!                                          | 20 aprile 2008    |         |
| 29 | 「伝説の歌姫！ボンボン登場」 - Densetsu no utahime! Bonbon toujou「大スクープをねらえ！なみだ君」 - Dai sukuupu wo nerae! Namida-kun                                   | 27 aprile 2008    |         |
| 30 | 「保育園で遊ぼう！」 - Hoikuen de asobou!「シュワッとさわやか！炭酸先生」 - Shuwatto sawayaka! Tansan sensei                                                           | 4 maggio 2008     |         |
| 31 | 「ママの日は大騒ぎ！」 - Mama no hi wa oosawagi!「ヴィーノ夫妻の物語」 - Viino fusai no monogatari                                                                     | 11 maggio 2008    |         |
| 32 | 「愛と情熱？の料理対決」 - Ai to jounetsu? No ryouri taiketsu「華麗なる変身！なみだ君」 - Karei naru henshin! Namida-kun                                               | 18 maggio 2008    |         |
| 33 | 「ぷりりんのスイーツパーティ」 - Puririn no suiitsu paatii「ヨダレ君と食いしん坊おばけ」 - Yodare-kun to kuishinbou obake                                              | 25 maggio 2008    |         |
| 34 | 「しずくの城の大奥ものがたり」 - Shizuku no shiro no oooku monogatari「おかしな四角関係」 - Okashi na shikaku kankei                                                   | 1º giugno 2008    |         |
| 35 | 「しずくの森でフラダンス」 - Shizuku no mori no furadansu「突撃！カビ軍団」 - Totsugeki! Kabi gundan                                                                   | 8 giugno 2008     |         |
| 36 | 「はなたれ君のわらしべ長者」 - Hanatare-kun no warashibe chouja「しずくちゃんと木の長老」 - Shizuku-chan to ki no chourou                                              | 15 giugno 2008    |         |
| 37 | 「カレススキーとあじさいさん」 - Karesusukii to ajisai-san「どろろんとシャボンさん」 - Dororon to Shabon-san                                                           | 22 giugno 2008    |         |
| 38 | 「ボンボンとポンシュさん」 - Bonbon to ponshu-san「まいまい、タレントになる！」 - Mai mai, tarento ni naru!                                                            | 29 giugno 2008    |         |
| 39 | 「怪盗忍び団、参上！」 - Kaitou shinobi dan, sanjou!「七夕の日の約束」 - Tanabata no hi no yakusoku                                                                    | 6 luglio 2008     |         |
| 40 | 「本音をあばけ！水晶玉」 - Honne wo abake! Suishou dama「どろろん一族の謎！？」 - Dororon ichizoku no nazo!?                                                           | 13 luglio 2008    |         |
| 41 | 「シャンリン姉妹のロボット大作戦」 - Shanrin shimai no robotto dai sakusen「さらば！？三人娘」 - Saraba!? San nin musume                                               | 20 luglio 2008    |         |
| 42 | 「しずくちゃん絶体絶命！？」 - Shizuku-chan zettai zetsumei!?「なみだ君、愛の大暴走」 - Namida-kun, ai no dai bousou                                                   | 27 luglio 2008    |         |
| 43 | 「大暴れ！しずくちゃん」 - Dai abare! Shizuku-chan「まいまい運命のオーディション」 - Mai mai unmei no oudishon                                                         | 3 agosto 2008     |         |
| 44 | 「しずさんつむさんの珍道中（前編）」 - Shizu-san Tsumu-san no chin douchuu (zenpen)「しずさんつむさんの珍道中（後編）」 - Shizu-san Tsumu-san no chin douchuu (kouhen) | 10 agosto 2008    |         |
| 45 | 「がんばれ！ユーレイ君」 - Ganbare! Yuurei-kun「ブラッディー家の謎のお祭り」 - Buraddii ka no nazo no omatsuri                                                         | 17 agosto 2008    |         |
| 46 | 「恐怖の笑いダコ」 - Kyoufu no warai dako「みるみるちゃんラプソディー」 - Mirumiru-chan rapusodii                                                                      | 24 agosto 2008    |         |
| 47 | 「謎の島で大冒険！」 - Nazo no shima de dai bouken!「パパとママの大人の秘密」 - Papa to mama no otona no himitsu                                                       | 31 agosto 2008    |         |
| 48 | 「キョーレツ！ほれぐすり」 - Kyouretsu! Horegusuri「のっぺら君の顔を探せ！」 - Noppera-kun no kao wo sagase!                                                           | 7 settembre 2008  |         |
| 49 | 「大忙し！しずく社長」 - Ooisogashi! Shizuku shachou「秋のジメジメ対決！」 - Aki no jimejime taiketsu!                                                                 | 14 settembre 2008 |         |
| 50 | 「まちゃまろの恋人探し」 - Machamaro no koibito sagashi「負けるな！ぷりりん」 - Makeru na! Puririn                                                                     | 21 settembre 2008 |         |
| 51 | 「みんなの夢」 - Minna no yume「ウエディングでエンディング」 - Uedingu de endingu                                                                                      | 28 settembre 2008 |         |

### Stagione 3
| Nº | Giapponese 「Kanji」 - Rōmaji                                   | In onda           | In onda |
| Nº | Giapponese 「Kanji」 - Rōmaji                                   | Giapponese        |         |
| 1  | 「しずくの森は大さわぎ」 - Shizuku no mori wa dai sawagi        | 5 ottobre 2012    |         |
| 2  | 「コロン君とロボコッ君」 - Koron-kun to robokokkun              | 12 ottobre 2012   |         |
| 3  | 「しずくの森の学校」 - Shizuku no mori no gakkou                | 19 ottobre 2012   |         |
| 4  | 「とぅるるんの丘へ大冒険!?」 - Toururun no oka e dai bouken!?   | 26 ottobre 2012   |         |
| 5  | 「登場! アメバちゃん」 - Toujou! Ameba-chan                     | 2 novembre 2012   |         |
| 6  | 「対決! アメバちゃん」 - Taiketsu! Ameba-chan                   | 9 novembre 2012   |         |
| 7  | 「ハニーちゃんのはちみつ♪」 - Hanii-chan no hachimitsu ♪        | 16 novembre 2012  |         |
| 8  | 「はなたれ君を救え!」 - Hanatare-kum wo sukue!                  | 23 novembre 2012  |         |
| 9  | 「超エリート! ミネ夫君」 - Chou eriito! Minefu-kun              | 30 novembre 2012  |         |
| 10 | 「ワクワク♪ しずくパーク」 - Waku waku ♪ shizuku paaku          | 7 dicembre 2012   |         |
| 11 | 「どろろんあらわる!」 - Dororon arawaru!                        | 14 dicembre 2012  |         |
| 12 | 「うるおいちゃんの帽子はどこ?」 - Uruoi-chan no boushi wa doko? | 21 dicembre 2012  |         |
| 13 | 「みんなでダイエット!」 - Minna de daietto!                     | 28 dicembre 2012  |         |
| 14 | 「占いの舘へ、ようこそ〜」 - Uranai no yakata e, youkoso~       | 4 gennaio 2013    |         |
| 15 | 「デートで大さわぎ」 - Deeto de dai sawagi                      | 11 gennaio 2013   |         |
| 16 | 「どろろん学校へ行く」 - Dororon gakkou e iku                   | 18 gennaio 2013   |         |
| 17 | 「ハニーちゃんの初恋♪」 - Hanii-chan no hatsukoi ♪              | 25 gennaio 2013   |         |
| 18 | 「ミスしずくの森コンテスト」 - Misu Shizuku no mori kontesuto   | 1º febbraio 2013  |         |
| 19 | 「テリー、お役に立ちたいの」 - Terii, oyaku ni tachi tai no     | 8 febbraio 2013   |         |
| 20 | 「しずくの森のお祭りだい!」 - Shizuku no mori no omatsuri dai!  | 15 febbraio 2013  |         |
| 21 | 「あたらしいなかま♪ でんでん」 - Atarashii na kama ♪ denden     | 22 febbraio 2013  |         |
| 22 | 「プリンセス♪ アメバちゃん」 - Purinsesu ♪ Ameba-chan           | 1º marzo 2013     |         |
| 23 | 「しずくの森大運動会」 - Shizuku no mori dai undoukai           | 8 marzo 2013      |         |
| 24 | 「しずくちゃんが二人!?」 - Shizuku-chan ga futari!?             | 15 marzo 2013     |         |
| 25 | 「妖精になったミクちゃん」 - Yousei ni natta Miku-chan          | 22 marzo 2013     |         |
| 26 | 「さよなら、ミクちゃん」 - Sayonara, Miku-chan                  | 29 marzo 2013     |         |
| 27 | 「おかえり! ロゼちゃん」 - Okaeri! Roze-chan                    | 5 aprile 2013     |         |
| 28 | 「ふたりはアイドル」 - futari wa aidoru                         | 12 aprile 2013    |         |
| 29 | 「ミネ夫君と宝の地図」 - Minefu-kun to takara no chizu          | 19 aprile 2013    |         |
| 30 | 「恋するテリー」 - Koisuru terii                                | 26 aprile 2013    |         |
| 31 | 「アメバちゃんのお見合い♪」 - Ameba-chan no omiai ♪             | 3 maggio 2013     |         |
| 32 | 「でやんでぇ! ソバ男君」 - Deyandee! Soba otoko kun             | 10 maggio 2013    |         |
| 33 | 「しずくちゃん刑事登場!」 - Shizuku-chan keiji toujou!          | 17 maggio 2013    |         |
| 34 | 「みんなでゲイジュツ!?」 - Minna de geijutsu!?                  | 24 maggio 2013    |         |
| 35 | 「怪獣になったミクちゃん」 - Kaijuu ni natta Miku-chan          | 31 maggio 2013    |         |
| 36 | 「でんでんとお使い♪」 - Denden to otsukai ♪                     | 7 giugno 2013     |         |
| 37 | 「しずくちゃん、大ピンチ!」 - Shizuku-chan, dai pinchi!         | 14 giugno 2013    |         |
| 38 | 「ロゼちゃんのパパとママン♪」 - Roze-chan no papa to maman ♪    | 21 giugno 2013    |         |
| 39 | 「とぅるるんの丘の女神様」 - Toururun no oka no Megami-sama     | 28 giugno 2013    |         |
| 40 | 「チャイタ王子がやってきた」 - Chaita ouji ga yattekita         | 5 luglio 2013     |         |
| 41 | 「ニンニンちゃんの忍者修行」 - Ninnin-chan no ninja shugyou     | 12 luglio 2013    |         |
| 42 | 「ミネ夫君が大あばれ!?」 - Minefu-kun ga dai abare!?            | 19 luglio 2013    |         |
| 43 | 「ナースで大さわぎ」 - Naasu de dai sawagi                      | 26 luglio 2013    |         |
| 44 | 「サミーのスター大作戦!」 - Samii no sutaa dai sakusen!         | 2 agosto 2013     |         |
| 45 | 「パフュームちゃんのユーウツ」 - Pafyuumu-chan no yuutsu        | 9 agosto 2013     |         |
| 46 | 「流されて、無人島」 - Nagasarete, mujintou                     | 16 agosto 2013    |         |
| 47 | 「どろんこ仮面、参上!」 - Doronko kamen, sanjou!                | 23 agosto 2013    |         |
| 48 | 「ミクちゃんママの日」 - Miku-chan mama no hi                   | 30 agosto 2013    |         |
| 49 | 「みるみるちゃんのお友達」 - Mirumiru-chan no otomodachi        | 6 settembre 2013  |         |
| 50 | 「勇者しずくの大冒険」 - Yuusha Shizuku no dai bouken           | 13 settembre 2013 |         |
| 51 | 「ミクちゃんを救え! 前編」 - Miku-chan wo sukue! Zenpen         | 20 settembre 2013 |         |
| 52 | 「ミクちゃんを救え! 後編」 - Miku-chan wo sukue! Kouhen         | 27 settembre 2013 |         |

## Sigla italiana
Shizuku, musica di Gianfranco Fasano, testo di Cristina D'Avena e cantata da Cristina D'Avena.